# Morti nel 1598

## Gennaio(7)
- 6 gennaio - Camillo Castiglione, nobile e condottiero italiano (n. 1517)
- 8 gennaio - Giovanni Giorgio di Brandeburgo, nobile tedesco (n. 1525)
- 9 gennaio - Jasper Heywood, gesuita, poeta e latinista inglese (n. 1535)
- 10 gennaio - Iacopino del Conte, pittore italiano
- 17 gennaio - Fëdor I di Russia, russo (n. 1557)
- 19 gennaio - Enrico III di Brunswick-Lüneburg, duca tedesco (n. 1533)
- 28 gennaio - Diomede Borghesi, letterato italiano (n. 1540)

## Febbraio(4)
- 1º febbraio - Scipione Pulzone, pittore italiano
- 7 febbraio - Jacob III Fugger, banchiere, mercante e nobile tedesco (n. 1542)
- 10 febbraio - Anna d'Asburgo, sovrana (n. 1573)
- 12 febbraio - Lucrezia d'Este, nobile italiana (n. 1535)

## Marzo(3)
- 25 marzo - Giulio di Alessandro de' Medici, ambasciatore e ammiraglio italiano
- 27 marzo - Theodor de Bry, editore, tipografo e incisore belga (n. 1528)
- 28 marzo - Michele Bonelli, cardinale italiano (n. 1541)

## Aprile(6)
- 10 aprile - Jacopo Mazzoni, filosofo, letterato e astronomo italiano (n. 1548)
- 13 aprile - Niccolò Tornabuoni, vescovo cattolico italiano (n. 1533)
- 19 aprile - Hans Fugger, banchiere e mercante tedesco (n. 1531)
- 19 aprile - Rokkaku Yoshikata, militare giapponese (n. 1521)
- 23 aprile - Antonio Balli, giurista e giudice italiano
- 23 aprile - Francesco Corner, cardinale e vescovo cattolico italiano (n. 1547)

## Maggio(3)
- 3 maggio - Anna Guarini, soprano e liutista italiana (n. 1563)
- 12 maggio - Juan López de Velasco, storico e cosmografo spagnolo (n. 1530)
- 28 maggio - Filippo Guglielmo di Baviera, cardinale tedesco (n. 1576)

## Giugno(3)
- 2 giugno - Scipione Lancellotti, cardinale italiano (n. 1527)
- 25 giugno - Giacomo Gagini, scultore italiano (n. 1517)
- 28 giugno - Abramo Ortelio, cartografo e geografo fiammingo (n. 1527)

## Luglio(3)
- 3 luglio - Lorenzo Vaiani, pittore italiano (n. 1540)
- 6 luglio - Benito Arias Montano, orientalista spagnolo (n. 1527)
- 12 luglio - John Jones, francescano gallese

## Agosto(2)
- 4 agosto - William Cecil, I barone Burghley, politico e nobile inglese (n. 1520)
- 4 agosto - Ercole Ramazzani, pittore e scultore italiano

## Settembre(3)
- 9 settembre - Francesco Cenci, nobile italiano (n. 1549)
- 13 settembre - Filippo II di Spagna, sovrano spagnolo (n. 1527)
- 18 settembre - Toyotomi Hideyoshi, giapponese (n. 1537)

## Ottobre(3)
- 11 ottobre - Joachim Camerarius il Giovane, medico, botanico e naturalista tedesco (n. 1534)
- 20 ottobre - Agostino Cusani, cardinale italiano (n. 1542)
- 22 ottobre - Giovanni Battista Valier, vescovo cattolico italiano

## Novembre(2)
- 20 novembre - Adam Bohorič, linguista e docente sloveno (n. 1520)
- 25 novembre - Luigi Pallavicino, vescovo cattolico italiano

## Dicembre(8)
- 6 dicembre - Paolo Paruta, storico, politico e diplomatico italiano (n. 1540)
- 12 dicembre - Cherubino Ghirardacci, storico italiano (n. 1519)
- 15 dicembre - Filips van Marnix, scrittore e politico fiammingo (n. 1538)
- 16 dicembre - Elbertus Leoninus, giurista e politico olandese
- 16 dicembre - Yi Sun-sin, ammiraglio coreano (n. 1545)
- 24 dicembre - Martín García Óñez de Loyola, generale spagnolo
- 28 dicembre - Gillis Mostaert, pittore fiammingo (n. 1528)
- 31 dicembre - Heinrich Rantzau, astrologo, umanista e generale tedesco (n. 1526)

## Senza giorno specificato(26)
- Alberto di Giovanni Alberti, architetto e pittore italiano
- Juan de Angustina Carasa, militare e marinaio spagnolo (n. 1535)
- Ayşe Hümaşah Sultan, principessa ottomana (n. 1541)
- Carlo Baldini, arcivescovo cattolico e teologo italiano (n. 1530)
- Paolo Boi, scacchista italiano (n. 1528)
- Benedetto Caliari, pittore italiano (n. 1538)
- Giovanni Battista Castiglione, umanista italiano (n. 1516)
- Antonio Cavallerino, drammaturgo italiano
- Enrico Cini, vescovo cattolico italiano
- Giulio Cortese, poeta e filosofo italiano
- Giovanni Battista Dalla Gostena, compositore, liutista e presbitero italiano
- Giovanni Dragoni, compositore italiano (n. 1540)
- Henri Estienne, editore e umanista francese
- Bernardino Facciotto, architetto italiano (n. 1540)
- Valerio Faenzi, teologo, geologo e umanista italiano
- Hadim Hasan Pascià, politico ottomano
- Lorenzo Laureti, vescovo cattolico italiano (n. 1534)
- Guillaume Le Bé, incisore e tipografo francese (n. 1524)
- Adrian Le Roy, liutista, chitarrista e compositore francese
- Alessandro Martucci, pittore italiano (n. 1530)
- Camillo de' Medici di Gragnano, nobile, giurista e avvocato italiano (n. 1543)
- Emery Molyneux, artigiano inglese
- Domenico Petrucci, vescovo cattolico italiano
- Carlo Ruini, politico, anatomista e naturalista italiano (n. 1530)
- Jean de Serres, teologo e storico francese (n. 1540)
- Suda Mitsuchika, militare giapponese (n. 1526)